# Deutsche Schwimmmeisterschaften 1969
Die 81. Deutschen Meisterschaften im Schwimmen fanden vom 7. bis 10. August 1969 in der niedersächsischen Stadt Einbeck statt.
| Disziplin           | Männer            | Männer               | Männer | Frauen             | Frauen              | Frauen |
| Disziplin           | Name              | Verein               | Zeit   | Name               | Verein              | Zeit   |
| ------------------- | ----------------- | -------------------- | ------ | ------------------ | ------------------- | ------ |
| 100 m Freistil      | Wolfgang Kremer   | SG Essen             |        | Heidemarie Reineck | SV Bayreuth         |        |
| 200 m Freistil      | Werner Lampe      | SSF Bonn             |        | Kathy Heinze       | USA                 |        |
| 400 m Freistil      | Werner Lampe      | SSF Bonn             |        | Ursula Römer       | SV Würzburg 05      |        |
| 1500 m Freistil     | Werner Lampe      | SSF Bonn             |        |                    |                     |        |
| 100 m Brust         | Gregor Betz       |                      |        | Uta Frommater      | SV 02 Oldenburg     |        |
| 200 m Brust         | Gregor Betz       |                      |        | Uta Frommater      | SV 02 Oldenburg     |        |
| 100 m Rücken        | Reinhard Blechert |                      |        | Angelika Kraus     | WFW 1883            |        |
| 200 m Rücken        | Reinhard Blechert |                      |        | Angelika Kraus     | WFW 1883            |        |
| 100 m Schmetterling | Lutz Stoklasa     | SV Wacker Burghausen |        | Kathy Heinze       | USA                 |        |
| 200 m Schmetterling | Folkert Meeuw     | DSW Darmstadt        |        | Kathy Heinze       | USA                 |        |
| 200 m Lagen         | Michael Holthaus  | WFW 1883             |        | Kathy Heinze       | USA                 |        |
| 400 m Lagen         | Michael Holthaus  | WFW 1883             |        | Brigitte Toll      | SC Neptun Köln-Porz |        |